# Vincios
Vincios (oficialmente Santa Mariña de Vincios) es una parroquia española del municipio de Gondomar, perteneciente a la provincia de Pontevedra, en la comunidad autónoma de Galicia.

## Toponimia
El lugar puede aparecer referido como «Vincios», «Santa Marina de Vincios» y «Santa Mariña de Vincios».

## Historia
Hacia mediados del siglo XIX, el lugar, por entonces referido como una feligresía, tenía contabilizada una población de 990 habitantes. Aparece descrito en el decimosexto y último volumen del Diccionario geográfico-estadístico-histórico de España y sus posesiones de Ultramar de Pascual Madoz con las siguientes palabras:

VINCIOS (Sta. Marina): felig. en la prov. de Pontevedra (6 leg.), part. jud. de Vigo (2), dióc. de Tuy (3), ayunt. de Gondomar. sit. al N. O. del monte Galiñeiro) con libre ventilacion y clima sano. Tiene 260 casas en los l. y cas. de Brandufe, Cobelo, Calaya, Casas, Erbillás, Fraga, Figueiró, Guizande, Gian, Molinos, Piñeiro, Rocha, Serra, Salgueiro, Sernada y Torre. La igl. parr. (Sta. Marina, está servida por un cura de entrada y patronato real y eclesiástico. Confina N. Chandebrito; E. Zamanes; S. Chain, y O. Camos. El terreno participa de monte y llano; le bañan algunos arroyos que descienden del indicado monte, y del de Alba, y reuniéndose sucesivamente forman el r. Miñor, que desagua en el Océano por entre las parr. de Sta. Cristina y San Pedro de Ramallosa. prod.: trigo, maiz, centeno, lino, vino, patatas, castañas, frutas, maderas y pastos; hay ganado vacuno y lanar, y caza de perdices, liebres y conejos. pobl.: 261 vec., 990 alm. contr. con su ayunt. (V.).
(Madoz, 1850, p. 326)

En 2022, tenía empadronados 2159 habitantes.

## Patrimonio
Hay en la parroquia una iglesia de Santa Marina.